# Processo all'amore
Processo all'amore è un film del 1955 diretto da Enzo Liberti.

## Trama
Un fruttivendolo di Trastevere, Checco Mariani, si è arricchito e si trasferisce con tutta la famiglia in un grande appartamento ai Parioli. La nuova sistemazione soddisfa le ambizioni della moglie Anita e dei figli Franca ed Enrico, con quest'ultimo che sta muovendo i primi passi nella carriera di avvocato e vuole darsi un tono superiore. Per far ciò mantiene del tutto segreto l'amore che prova per Marisa, una ragazza orfana cresciuta in casa Mariani, che ritiene di origini troppo umili per un matrimonio.
Mentre Franca conosce il conte Maurizio, giovane e sportivo, ed inizia a frequentare il bel mondo, Enrico diventa l'amante di Kate, una donna spregiudicata, proprietaria di un locale notturno piuttosto equivoco. Attraverso quest'ultima gli si presenta l'occasione di affermarsi nella professione forense, la difesa d'ufficio di Giulia, una ragazza giovane e bella che deve rispondere del tentato omicidio del suo seduttore. Giulia si mostra indifferente al processo, sfiduciata dalla vita al punto da accettare passivamente le conseguenze del suo gesto, ed Enrico ritiene sufficiente una difesa sui generis, appellandosi alla classica clemenza della corte. Checco e Kate lo convincono a prendere a cuore la causa, e grazie ad una eloquente arringa riesce ad ottenere una condanna mite e la condizionale.
Intanto Marisa ha detto a Checco che ha intenzione di lasciare per sempre la sua casa. La causa è una indesiderata gravidanza e Checco, con non poche difficoltà, riesce a strapparle la verità e viene a sapere che il seduttore è suo figlio Enrico. La relazione è suffragata da una foto che Checco mostra ad Enrico nel corso di un colloquio che diventa ben presto una scenata, perché il ragazzo rifiuta decisamente di sposarla. Checco gli ricorda allora la sua brillante arringa, il suo aver fatto valere le ragioni di Giulia contro quelle del suo seduttore, e riesce ad incrinare la testardaggine del figlio, che si riunisce a Marisa e la sposa.

## Produzione
Si tratta di un tipico melodramma sentimentale strappalacrime, filone cinematografico molto popolare presso il pubblico italiano tra gli anni quaranta e cinquanta, in seguito ribattezzato dalla critica con il termine neorealismo d'appendice.

## Accoglienza

### Critica
("Intermezzo", 31 luglio 1956)